# Saridoscelis issikii
Saridoscelis issikii är en fjärilsart som beskrevs av Sigeru Moriuti 1961. Saridoscelis issikii ingår i släktet Saridoscelis och familjen spinnmalar. Inga underarter finns listade i Catalogue of Life.